# Violetto di genziana
Il violetto di genziana è un composto chimico di formula {\displaystyle {\ce {C25H30ClN3}}} che in condizioni standard si presenta come una polvere cristallina di colore verde o blu-viola.

## Storia ed etimologia
Il suo utilizzo clinico è stato approvato per la prima volta nel 1982, ma il composto è stato utilizzato in medicina per quasi 100 anni.

## Caratteristiche strutturali e fisiche
Si tratta di un sale organico di cloruro e risulta:
- insolubile in acqua,[4] xilene e acetone;[8]
- lievemente solubile in cloroformio;[9]
- solubile in etanolo, glicole etilenico e propilene.[10]

Quando viene scaldato fino alla decomposizione (>215 °C) emette fumi tossici contenenti ossidi di azoto e cloruri.
| N. di atomi pesanti                  | 29            |
| N. di accettori di legami a idrogeno | 3             |
| N. di legami ruotabili               | 4             |
| Massa monoisotopica                  | 407,2128257 u |
| Superficie polare                    | 9,5 Å²        |
| Sezione d'urto                       | 204,6 Å² [M]+ |

## Sintesi
La sintesi del composto può essere effettuata come reazione in un solo passaggio, condensando la dimetilanilina con la formaldeide per ottenere la 4,4'-metilenbis(N,N-dimetilanilina). Questo composto viene quindi fatto reagire con dimetilanilina e ossidato simultaneamente al colorante dall'ossigeno atmosferico in presenza di ferro-diidrodibenzotetraaza(14)annulene e cloranile. Inoltre, si possono utilizzare composti di vanadio e molibdeno, oltre a gas nitrosi, come catalizzatori di ossidazione, insieme al cloranile.

## Reattività e caratteristiche chimiche
Il composto è sensibile alla luce e può reagire vigorosamente con agenti ossidanti forti. Inoltre, può reagire esotermicamente con agenti riducenti, rilasciando idrogeno gassoso. Si dissocia in ioni positivi (GV⁺) e ioni negativi (Cl⁻), che penetrano nelle cellule batteriche sia Gram-positive che Gram-negative.
Cambia colore da giallo (pH 0) a blu violetto (pH 2). La durezza dei cristalli diminuisce quando il composto viene cristallizzato in presenza di polietilenglicole (PEG).

### Spettri analitici
- 1H NMR[17]
- 13C NMR[18]
- UV[10]
- FTIR[19]
- ATR-IR[20]
- Raman[21]

## Farmacologia e tossicologia

### Farmacocinetica
È stato dimostrato che il composto subisce una riduzione a un elettrone attraverso il sistema dellemonoossigenasi del citocromo P450, producendo un radicale libero a centro carbonioso.

### Farmacodinamica
Il composto è un inibitore dell'acetilcolinesterasi (AChE). Gli ioni GV⁺ interagiscono con i componenti caricati negativamente della parete cellulare batterica, inclusi i lipopolisaccaridi, i peptidoglicani e il DNA. Questo agente è anche un mutageno e un veleno mitotico.
Il composto provoca un'azione fotodinamica mediata da un meccanismo a radicali liberi. Inoltre, dissipa il potenziale d'azione sulle membrane procariotiche o eucariotiche, inducendo permeabilità, il che porta all'inibizione respiratoria e alla conseguente apoptosi.

### Effetti del composto e usi clinici
In passato, il composto era utilizzato in creme per il trattamento topico di infezioni batteriche e fungine, risultando efficace contro alcuni batteri Gram positivi, in particolare specie di Staphylococcus, e alcuni funghi patogeni, inclusa le candide. Tuttavia il suo utilizzo è diminuito dopo segnalazioni di cancerogenicità negli animali. È stato anche utilizzato come antielmintico (nematodi) per somministrazione orale e più recentemente come additivo ematico per prevenire la trasmissione della malattia d Chagas.

### Controindicazioni ed effetti collaterali
Il composto può causare una pigmentazione permanente della pelle se entra in contatto con il tessuto di granulazione. Per questo motivo, il colorante non dovrebbe essere applicato su lesioni ulcerative del viso.

### Tossicologia
Gli inibitori dell'acetilcolinesterasi sono potenti neurotossine perché impediscono la degradazione dell'acetilcolina, un neurotrasmettitore essenziale per la comunicazione tra i nervi e i muscoli. I sintomi di un'esposizione a basse dosi includono salivazione eccessiva e lacrimazione.
I sintomi di un'esposizione acuta comprendono nausea/vomito grave, salivazione, sudorazione, bradicardia, ipotensione, collasso e convulsioni. Un'eventuale debolezza muscolare progressiva può verificarsi e, se coinvolge i muscoli respiratori, può risultare fatale. Possono anche manifestarsi ipertensione, ipoglicemia, ansia, mal di testa, tremori e atassia.
Il composto è inoltre classificato come irritante per la pelle e potenziale interferente endocrino. Secondo il California Office of Environmental Health Hazard Assessment (OEHHA), il composto è stato classificato come cancerogeno.

## Applicazioni
Il composto viene utilizzato anche come:
- colorante per legno, tessuti (seta e fibre di poliacrilonitrile) e carta;[16]
- colorante istologico,[24][28]
- indicatore di pH;[29]
- nella produzione di timbri;
- nella produzione di inchiostri;[16]
- nella produzione di pennarelli indelebili prima del 1950;[30]
- nei circuiti stampati;
- nelle lastre per la stampa litografica;
- nei materiali fotoresistenti;
- nella preparazione del cemento osseo;[31]
- nelle tinture per capelli;[32]
- battericida;[33]
- agente micostatico nell'alimentazione del pollame.[8]

Il composto aggiunto al terreno di coltura funziona come fattore selettivo per i mutanti auxotrofi di E. coli, consentendo la crescita degli auxotrofi, ma inibendo quella dei ceppi parentali non mutati. Pertanto, il composto può essere un utile strumento per l'isolamento dei mutanti indotti, sia in applicazioni commerciali che scientifiche, oltre che nella selezione di mutanti per la ricerca fondamentale.